# Roland Green
Pour les articles homonymes, voir Roland Green (homme politique) et Green.
Roland Green est un coureur cycliste canadien né le 29 juillet 1974 à Victoria.

## Biographie
Professionnel de 2000 à 2002, il fut notamment champion du monde de cross-country en 2001 et 2002 et vainqueur de la coupe du monde de cross-country en 2001. Il a également obtenu des résultats sur route, comme le titre de champion du Canada du contre-la-montre.

## Palmarès en VTT
- 1998
  -  Champion du Canada de cross-country
- 2000
  -  Vice-champion du monde de cross-country
- 2001
  - Vainqueur de la Coupe du monde de cross-country
  -  Champion du monde de cross-country
- 2002
  -  Champion du monde de cross-country
  -  Médaillé d'or de cross-country aux Jeux du Commonwealth
- 2003
  -  Champion du Canada de cross-country
- 2005
  - 2e du championnat du Canada de cross-country

## Palmarès sur route
- 1992
  - Tour de l'Abitibi
- 1993
  - 3e du Tour de Beauce
- 1995
  -  Champion du Canada du contre-la-montre
- 1999
  - 2e étape de la Redlands Bicycle Classic
- 2001
  - 1re et 3e étapes de la Redlands Bicycle Classic
  - 3e de la Redlands Bicycle Classic
  - 3e du championnat du Canada du contre-la-montre
- 2002
  - 3e étape de la Redlands Bicycle Classic
  - 2e de la Redlands Bicycle Classic